# Derek Brewer
Derek Stanley Brewer, né le 13 juillet 1923 à Cardiff (pays de Galles) et mort le 23 octobre 2008 à Cardiff (pays de Galles), est un érudit médiéval gallois, auteur et éditeur.

## Biographie
Né à Cardiff, au pays de Galles, fils d'un commis de General Electric, Brewer étudie l'anglais au Magdalen College d'Oxford, notamment chez C. S. Lewis.
Il sert comme officier d'infanterie au Worcestershire Regiment et aux Royal Fusiliers pendant la Seconde Guerre mondiale, de 1942 à 1945, puis retourne à Oxford. Il prend une Second (diplôme universitaire, diplôme de deuxième classe, divisé en seconde supérieure et seconde inférieure, ou 2.1 et 2.2, dans la classification britannique des diplômes de premier cycle). Il est nommé maître de conférences à l'Université de Birmingham, où il reste jusqu'en 1964, date à laquelle il déménage à Cambridge pour occuper le poste de chargé de cours en anglais, puis devenir membre de l'Emmanuel College. De 1977 à 1990, il sert son collège en tant que Masters (en).
Brewer est l'un des chercheurs sur Chaucer les plus reconnus des temps modernes — son Chaucer and His World (1978, réédité en 2000) « a lancé un tout nouveau genre dans la biographie littéraire historique ». Il est également  le fondateur en 1972 d'une presse universitaire nommée en son honneur, D.S. Brewer, aujourd'hui devenue Boydell & Brewer, qui se démarque en publiant des travaux savants négligés par les grandes presses.
Il meurt à Cambridge, en Angleterre, un mois après la mort de sa femme Elisabeth. Les nécrologies dans les principaux journaux britanniques et blogs aux États-Unis parlent de son amour de la littérature et de la profession, son plaidoyer pour les universitaires de la période médiévale pour faire publier leur travail, ses encouragements aux étudiantes (une rareté dans le domaine médiéval pendant une grande partie de sa vie) et sa courtoisie et sa gentillesse.